# Charlemagne Palestine
Charlemagne Palestine, nome d'arte di Martin Charles (Brooklyn, 1945), è un compositore, artista e scultore statunitense.

## Biografia
Frequentò il Mannes College fra il 1967 e il 1971, studiando successivamente musica elettronica con Morton Subotnick a New York e in California. Successivamente, nel 1971 studiò la musica dei gamelan a Giava e Bali (Indonesia). Il suo album  Four Manifestations on Six Elements del 1974 viene considerato il trentaquattresimo album ambient migliore di sempre secondo Pitchfork.
Il suo stile musicale, che si rifà a quello di La Monte Young, John Cage, alla musica classica indiana, è caratterizzato dalla marcata presenza dei bordoni, (ispirati probabilmente ai suoni delle campane), e da un'insolita tecnica compositiva applicata al pianoforte. Le sue composizioni, occasionalmente accompagnate da esibizioni vocali e gestuali, sono generalmente realizzate senza la presenza di altri musicisti.

## Discografia parziale

### Album solisti
- Four Manifestations on Six Elements (1974)
- Strumming Music (1977)
- Three Compositions for Machines (1997)
- Schlingen-Blängen (1999)
- Schlongo!!!daLUVdrone (2000)
- Alloy (2000)
- Continuous Sound Forms (2000)
- Charlemagne at Sonnabend (2001)
- Music for Big Ears (2001)
- In Mid-Air (2003)
- Old Souls Wearing New Clothes (2003)
- A Sweet Quasimodo between Black Vampire Butterflies: For Maybeck (2007)
- The Apocalypse Will Blossom (2008)
- Voice Studies (2008)
- From Etudes to Cataclysms (2008)
- Strumming Music for Piano, Harpsichord and String Ensemble (2010)
- Relationship Studies (2010)
- Two Electronic Sonorities (2012)

### Collaborazioni
- Mort aux vaches (con i Pan Sonic) (2000)
- Maximin (con David Coulter e Jean Marie Mathoul) (2002)
- Gantse Mishpuchach / Music in Three Parts (con David Coulter, Michael Gira e Jean Marie Mathoul) (2004)
- An Aural Symbiotic Mystery (con Tony Conrad) (2006)
- Sharing a Sonority (con Terry Jennings, Tony Conrad, Robert Feldman e Rhys Chatham) (2008)
- Saiten in Flammen (con Christoph Heemann) (2009)